# 960-е годы до н. э.
960-е (девятьсо́т шестидеся́тые) го́ды до на́шей э́ры по пролептическому юлианскому календарю — промежуток времени с 1 января 969 года до н. э. по 31 декабря 960 года до н. э., включающий с 969 по 961 годы 4-го десятилетия  и 960 год 5-го десятилетия X века 1-го тысячелетия до н. э. Им предшествовали 970-е годы до н. э., за ними следовали 950-е годы до н. э. Они закончились 2985 лет назад.

## Датированные события
- 969 — Смерть царя Иудеи Давида, на престол взошёл его сын Соломон.[источник не указан 987 дней]
- 967 — Умер фараон XXI династии Сиамон, на престол взошёл Псусеннес II.
- 967 — Умер царь Ассирии Ашшур-реш-иши II, ему наследовал сын Тукульти-апиль-эшарра II.
- 966 (4 год Соломона, второй месяц[1]) — Начало строительства храма Яхве в Иерусалиме.
- 964 (13 год Му-вана) — Чжоуский Му-ван пошёл походом на запад и достиг «места, где отдыхали синие птицы»[2], на горе Саньвэй. Согласно «Ши цзи», перед походом на запад против цюаньжунов его увещевал Цзи-гун Моу-фу[3], чья речь приведена в эпизоде 1 «Го юй»[4].
- Согласно некоторым источникам[5], именно в этот год Соломон стал царём Израиля
- Ю-гун (династия Лу) Цзай — конец второго правления[6].
- Два солнечных затмения[7].
- В Грейлэйке, Сомерсет, построена деревянная дорога с колеёй[8].